# Phare du chenal de Round Island

Le phare du chenal de Round Island (en anglais : Round Island Passage Light), est un phare du lac Huron situé sur à la pointe sud de Mackinac Island dans le détroit de Mackinac dans le Comté de Mackinac, Michigan.
Ce phare est inscrit au Registre national des lieux historiques depuis le 7 août 2013 sous le n° 13000583.

## Historique
Le phare de Round Island, sur Mackinac Island a été construit en 1895 pour marquer le côté sud du canal de Round Island. En 1936, la Garde côtière américaine a élaboré des plans pour construire un autre phare, à 300 m au sud de l'île Mackinac, pour marquer le côté nord du chenal navigable. Cependant, la Seconde Guerre mondiale est intervenue et la construction a été retardée. Entre-temps, une bouée avec balise radio a été amarrée près du site. La Garde côtière a commencé la construction du phare du chenal de Round Island en 1947, et a terminé en 1948. La construction comprenait la construction d'une maison de contrôle à la pointe sud de l'île Mackinac et le passage de câbles électriques sous l'eau jusqu'à la lumière. Le phare était équipé d'un feu de balisage, d'un signal de brouillard et d'un radiophare.
Ce feu de passage a été l'un des derniers feux à être construit sur les Grands Lacs. La lumière a été construite en même temps que le phare de 1895 a été désactivé. En 1959, la caractéristique de la balise du phare est passée du vert à une lumière rouge clignotante, et le système de télémétrie par radiophare a été désactivé en 1962. En 1968, l'ancienne lumière entièrement blanche a reçu une base peinte en rouge sur une jetée blanche. En 1973, la lumière a été automatisée et la tour d'antenne en acier a été supprimée au début des années 2000.
En 1996, le phare de Round Island a été remis en service comme une aide privée à la navigation et, à partir de 2017, les deux feux marquent actuellement le chenal. En 2013, l'Administration des services généraux a annoncé que le phare du chenal de Round Island n'était plus nécessaire à la Garde côtière. Il  a été vendu aux enchères en 2014.

## Description
Le phare  est une tour hexagonale en béton et acier de 18 m de haut, avec une galerie et une lanterne, montée sur une fondation en béton. La tour est blanche avec une bande rouge à sa base et le toit de la lanterne est rouge.
Il émet, à une hauteur focale de 22 m, un éclat rouge par période de 4 secondes. Sa portée est de 12 milles nautiques (environ 22 km). Il est équipé d'une corne de brume émettant un souffle par période de 30 secondes, au besoin et d'un transpondeur radar émettant la lettre X en morse.
Identifiant : ARLHS : USA-710 ; USCG :  7-12580 .

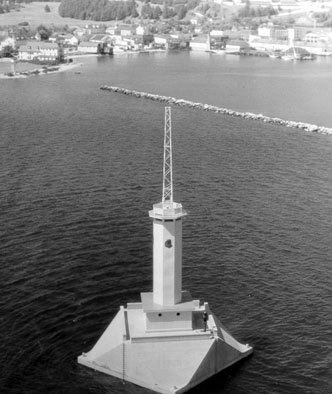
Le phare (photo USCG)
Localisation du chenal de Round Island

### Lien connexe
- Liste des phares au Michigan